# Christian Moltke (1895-1968)
 Der er flere personer med dette navn, se Christian Moltke.
Christian Frederik Gustav lensgreve Moltke (19. april 1895 på Marienborg – 17. april 1968 i Hillerød) var en dansk godsejer, far til Hans Hemming Joachim Christian Moltke.
Han var søn af kammerherre, hofjægermester, greve Hemming Moltke og hustru Clara født Schnack. Da Hemming Moltkes ældre bror Frederik ikke havde sønner, blev Christian Moltke ejer af Bregentved gods 1938. Han var kurator for Vemmetofte adelige jomfrukloster fra 1935, kammerherre, hofjægermester og Ridder af Dannebrog.
Moltke blev gift 11. september 1922 i Damsholte Kirke med Helga Gertrud von Lüder (30. november 1899 i Dresden – 31. januar 1987 i Ringsted), datter af dr.jur. Hans von Lüder og hustru Magdalene Louise Ellen f. Schnack.